# サンアントニオ・スパーズのチーム記録
サンアントニオ・スパーズチーム記録は、NBAのサンアントニオ・スパーズのチーム記録である。ABA時代のものも含む。現役選手の記録も取り上げる。各部門のランク中、太字の（現役）は現在このチームに在籍していることを表す。
- 各部門のランク内では2024-25シーズンまでの記録を反映している。

## 通算得点
1. 26,496　ティム・ダンカン
2. 23,602　ジョージ・ガービン
3. 20,790　デビッド・ロビンソン
4. 18,943　トニー・パーカー
5. 14,043　マヌ・ジノビリ
6. 10,290　ジェームズ・サイラス
7. 9,799　マイク・ミッチェル
8. 9,659　ショーン・エリオット
9. 8,248　ラリー・ケノン
10. 7,325　ラマーカス・オルドリッジ

## 通算リバウンド
1. 15,091　ティム・ダンカン
2. 10,497　デビッド・ロビンソン
3. 4,841　ジョージ・ガービン
4. 4,114　ラリー・ケノン
5. 3,697　マヌ・ジノビリ
6. 3,673　ジョン・ビーズリー
7. 3,671　アーティス・ギルモア
8. 3,313　トニー・パーカー
9. 3,203　ビリー・ポールツ
10. 3,137　リッチ・ジョーンズ

## 通算アシスト
1. 6,829　トニー・パーカー
2. 4,474　エイブリー・ジョンソン
3. 4,225　ティム・ダンカン
4. 4,001　マヌ・ジノビリ
5. 3,865　ジョニー・ムーア
6. 2,523　ジョージ・ガービン
7. 2,441　デビッド・ロビンソン
8. 2,406　ジェームズ・サイラス
9. 2,094　アルヴィン・ロバートソン
10. 1,878　マイク・ゲイル

## 通算ブロック（73-74シーズンから）
1. 3,020　ティム・ダンカン
2. 2,954　デビッド・ロビンソン
3. 938　ジョージ・ガービン
4. 796　ビリー・ポールツ
5. 700　アーティス・ギルモア
6. 512　ジョージ・ジョンソン
7. 471　ラマーカス・オルドリッジ
8. 456　ヤコブ・パートル（現役）
9. 450　ダニー・グリーン
10. 430　 ビクター・ウェンバンヤマ（現役）

## 通算スティール（73-74シーズンから）
1. 1,392　マヌ・ジノビリ
2. 1,388　デビッド・ロビンソン
3. 1,159　ジョージ・ガービン
4. 1,128　アルヴィン・ロバートソン
5. 1,032　トニー・パーカー
6. 1,025　ティム・ダンカン
7. 1,017　ジョニー・ムーア
8. 803　マイク・ゲイル
9. 723　カワイ・レナード（現役）
10. 712　エイブリー・ジョンソン

## 出場試合
1. 1,392　ティム・ダンカン
2. 1,198　トニー・パーカー
3. 1,057　マヌ・ジノビリ
4. 987　デビッド・ロビンソン
5. 899　ジョージ・ガービン
6. 669　ショーン・エリオット
7. 665　パティ・ミルズ（現役）
8. 644　エイブリー・ジョンソン
9. 632　マット・ボナー
10. 630　ブルース・ボウエン

## 3ポイントフィールドゴール成功数（NBAでは79-80より公式記録）
1. 1,495　マヌ・ジノビリ
2. 1,171　パティ・ミルズ（現役）
3. 959　ダニー・グリーン
4. 661　ブルース・ボウエン
5. 656　マット・ボナー
6. 616　デビン・バッセル（現役）
7. 580　ケルドン・ジョンソン（現役）
8. 563　ショーン・エリオット
9. 529　カワイ・レナード（現役）
10. 506　トニー・パーカー

## フリースロー成功数
1. 6,035　デビッド・ロビンソン
2. 5,896　ティム・ダンカン
3. 5,096　ジョージ・ガービン
4. 3,380　マヌ・ジノビリ
5. 3,309　トニー・パーカー
6. 2,926　ジェームズ・サイラス
7. 2,112　ショーン・エリオット
8. 1,711　アーティス・ギルモア
9. 1,627　マーク・オルバーディング
10. 1,480　マイク・ミッチェル

## 50得点以上
71得点
- デビッド・ロビンソン（vs LAC / 1994年4月24日）（シーズン最終戦で得点王を争っていたロビンソンはチームメートの助けもあり得点王を獲得した。）

63得点
- ジョージ・ガービン（vs NOJ / 1978年4月9日）

56得点
- ラマーカス・オルドリッジ（vs OKC / 2019年1月10日）

55得点
- ジョージ・ガービン（vs IND / 1980年1月23日）
- トニー・パーカー（vs MIN / 2008年11月5日）

53得点
- ジョージ・ガービン（vs DEN / 1980年1月8日）
- ティム・ダンカン（vs DAL / 2001年12月26日）

52得点
- ジョージ・ガービン（vs SDC / 1979年1月11日）
- テリー・カミングス（vs CHH / 1990年1月31日）
- デビッド・ロビンソン（vs CHH / 1993年1月16日）

51得点
- ジョージ・ガービン（vs MMS / 1975年2月5日）（ABA時代）
- ラリー・ケノン（vs DET / 1980年3月30日）

50得点
- ジョージ・ガービン（vs MIL / 1982年3月6日）
- デビッド・ロビンソン（vs MIN / 1994年2月21日）
- ビクター・ウェンバンヤマ（vs WAS / 2024年11月13日）

## その他
- シーズン最多平均スタッツ
  - 得点：33.1　ジョージ・ガービン（1979-80シーズン）
  - リバウンド：17.3　デニス・ロッドマン（1993-94シーズン）
  - アシスト：10.7　ジョン・ルーカス（1983-84シーズン）
  - スティール：3.7　アルヴィン・ロバートソン（1985-86シーズン）
  - ブロック：4.5　デビッド・ロビンソン（1991-92シーズン）
- シーズン最多通算スタッツ
  - 得点：2,585　ジョージ・ガービン（1979-80シーズン）
  - リバウンド：1,367　デニス・ロッドマン（1993-94シーズン）
  - アシスト：816　ジョニー・ムーア（1984-85シーズン）
  - スティール：301　アルヴィン・ロバートソン（1985-86シーズン）
  - ブロック：320　デビッド・ロビンソン（1990-91シーズン）
- 新人最多平均スタッツ
  - 得点：24.3　デビッド・ロビンソン（1989-90シーズン）
  - リバウンド：13.6　スウェン・ネイター（1973-74シーズン）
  - アシスト：4.6　ウィリー・アンダーソン（1988-89シーズン）
- トリプル・ダブル達成回数（1979-80シーズンより公式記録）
  - 17回：デジャンテ・マレー
  - 14回：デビッド・ロビンソン
  - 8回：アルヴィン・ロバートソン
- ビッグスリー（ダンカン・パーカー・ジノビリ）勝利数　491

## アメリカ国籍以外の主な選手
- トニー・パーカー（フランス）
- ボリス・ディアウ（フランス）
- ナンド・デ・コロ（フランス）
- マヌ・ジノビリ（アルゼンチン）
- ファブリシオ・オベルト（アルゼンチン）
- フランシスコ・エルソン（オランダ）
- ベイノ・ウードリック（スロベニア）
- ラーショ・ネステロヴィッチ（スロベニア）
- パティ・ミルズ（オーストラリア）
- カール・ヘレーラ（ベネズエラ）
- ヒド・ターコルー（トルコ）
- アレックス・ガルシア（ブラジル）
- ティアゴ・スプリッター（ブラジル）
- マルコ・ベリネッリ（イタリア）
- コーリー・ジョセフ（カナダ）
- アロン・ベインズ（オーストラリア）
- ヤコブ・パートル（オーストリア）
- ゴーギー・ジェン（セネガル）
- チャールズ・バッシー（ナイジェリア）
- ケム・バーチ（カナダ）
- ジェレミー・ソーハン（ポーランド）
- サンドロ・マムケラシュビリ（ジョージア）
- ビクター・ウェンバンヤマ（フランス）
- セディ・オスマン（トルコ）
- シディ・シソッコ（フランス）
- ビスマック・ビヨンボ（コンゴ民主共和国）